# Âu Bằng
Âu Bằng (tiếng Trung: 摩雲金翅), là một nhân vật hư cấu trong tiểu thuyết cổ điển Trung Quốc Thủy hử. Ông là một trong 72 Địa Sát Tinh của 108 anh hùng Lương Sơn Bạc.

## Xuất thân
Tác phẩm miêu tả Âu Bằng cao và cường tráng, di chuyển nhanh. Ông tinh thông võ nghệ và nổi tiếng với khả năng bắt ám khí, như mũi tên đang bay. Ông có biệt hiệu Ma Vân Kim Sí (Đại bàng luồn mây).
Âu Bằng quê ở Hoàng Châu, Hồ Bắc. Ông vốn là một võ quan bộ quân ở phủ Đại Danh. Sau có việc làm trái ý quan trên nên phải bỏ trốn vào nơi rừng núi. Ông trở thành thủ lĩnh một băng cướp trên núi Hoàng Môn cùng với Tưởng Kính, Mã Lân và Đào Tông Vượng.

## Gia nhập Lương Sơn Bạc
Khi quân Lương Sơn Bạc đánh phủ Giang Châu và quận Vô Vi, lúc rút về Lương Sơn có đi qua núi Hoàng Môn. Ngô Dụng thấy núi địa hình hiểm trở bèn cho dừng lại. Âu Bằng cùng ba đầu lĩnh dẫn lâu la ra chặn đường, biết có Tống Giang (tức Tống Công Minh) nên xuống ngựa quy thuận rồi theo về Lương Sơn.
Sau khi Lương Sơn thu phục được Hô Diên Chước, ông cùng chín đầu lĩnh khác đi theo Hô Duyên Chước đánh úp phủ Thanh Châu.

## Sau khi chiêu an và tử trận
Khi phân định ngôi thứ ở Lương Sơn Bạc, Âu Bằng trở thành một đầu lĩnh mã quân, ông và Đặng Phi là phó tướng cho Đổng Bình. Sau khi nhận chiêu an, ông cùng các đầu lĩnh tham gia các chiến dịch đánh dẹp quân Liêu và các lực lượng khác chống đối triều đình nhà Tống.
Trong chiến dịch đánh Phương Lạp, Âu Bằng là một trong các tướng theo Lư Tuấn Nghĩa đánh Hấp Châu. Âu Bằng giao chiến với tướng Bàng Vạn Xuân, một người giỏi bắn cung. Bàng Vạn Xuân trá bại, bỏ chạy. Âu Bằng muốn lập công đầu nên phóng ngựa đuổi theo. Bàng Vạn Xuân bất ngờ bắn tên. Âu Bằng vốn có tài nghệ liền giơ tay bắt gọn mũi tên của Bàng Vạn Xuân. Tuy nhiên, Âu Bằng không ngờ Bàng Vạn Xuân còn quen dùng chiếc cung liên châu một lúc bắn ra nhiều mũi, đã bắt được mũi tên nên yên trí đuổi theo. Mũi tên thứ hai phóng ra trúng đích. Âu Bằng tử trận.